# Vjatsjelav Zoedov
Vjatsjelav Dmitrijevitsj Zoedov (Russisch: Вячесла́в Дми́триевич Зу́дов) (Bor, 8 januari 1942 – 12 juni 2024) was een Russisch ruimtevaarder. 
Zoedovs eerste en enige ruimtevlucht was Sojoez 23 en begon op 14 oktober 1976. Doel van deze vlucht was een koppeling met ruimtestation Saljoet 5. Deze missie is mislukt door een probleem met het automatisch naderingssysteem en de bemanning keerde voortijdig terug naar de Aarde.
Zoedov werd in 1965 geselecteerd als astronaut en in 1987 ging hij als astronaut met pensioen. Hij ontving meerdere onderscheidingen en titels, waaronder Held van de Sovjet-Unie en de Medaille van verdienste voor ruimteonderzoek.
Zoedov overleed op 12 juni 2024 op 82-jarige leeftijd.